# Собор Пресвятой Девы Марии и Святого Бонифация
Собор Пресвятой Девы Марии и Святого Бонифация (англ. The Cathedral Church of Saint Mary and Saint Boniface), также известный как Плимутский собор — католический собор епархии Плимута. Находится в городе Плимут, Девон, Англия. Включён в список культурного наследия II* степени. Посвящён святой Марии и святому Бонифацию, который родился в Кредитоне на территории епархии.
Ежегодно в июле в соборе проходит месса для служащих Королевского военно-морского флота Великобритании на базе Девонпорт.

## История
До Реформации резиденцией епископов был Эксетерский собор, а епархия охватывала весь Девон и Корнуолл. В 1850 году, после эмансипации католиков, Плимут стал центром Корнуолла, Девона и Дорсета в восстановленной католической епархиальной структуре. Первый епископ, йоркширец Джордж Эррингтон, был рукоположен 25 июля 1851 года; он был известен тем, что еженедельно посещал тюрьму Дартмур. Четыре года спустя Эррингтон был назначен коадъютором архиепископа Вестминстерского. 19 июля 1855 года Уильям Воган из Бристоля был посвящён в сан епископа Плимута.
С момента основания епархии прокафедральным собором служила небольшая церковь Святой Марии, возведённая в 1807 году на улице Святой Марии. Воган решил построить полноценный собор и 20 февраля 1856 года он купил участок земли на окраине города. Он обошёлся в 3904 фунта стерлингов: 1000 фунтов стерлингов от мистера Бастарда, а оставшиеся деньги были собраны по всей епархии и в других местах в Англии. Авторами проекта храма в стиле раннеанглийской готики были архитекторы Джозеф и Чарльз Хэнсомы; строили собор местные жители из Стоунхауса. Работы начались 22 июня, в ходе которых офицер Королевского флота произвел выстрел из новых турецких военно-морских орудий в Плимут-саунд, что привело к проседанию почвы. Первую мессу в соборе отслужили 25 марта 1858 года на праздник Благовещения; Воган освятил собор 22 сентября 1880 года.